# Jonathan Leakey
Jonathan Harry Erskine Leakey (geb. 4 november 1940) is de oudste zoon van Louis Leakey en Mary Leakey. In oktober 1960 vond hij de fossiele resten van een 10-jarig kind van een voorheen onbekende prehistorische mens die later door zijn vader Homo habilis werd genoemd. Het fossiel OH 7 is ook bekend onder de bijnaam "Jonnys Child". Zijn jongere broer Richard Leakey wordt beschouwd als een van de belangrijkste paleoantropologen van onze tijd en is in Kenia vermaard als milieuactivist.
Jonathan Leakey is zelf nooit werkzaam geweest op het gebied van het paleoantropologisch onderzoek. Hij runt het handelsbedrijf Jonathan Leakey Ltd. in Nakuru (Kenia). Hij verkoopt slangengif, dat deels wordt gewonnen uit in het wild levende dieren en deels uit dieren van een slangenfarm. Hij steunde ook Amerikaanse dierenhandelaren bij het exporteren van levende reptielen uit Kenia, wat hem de reputatie van "slangenjager" opleverde. Totdat het in 1981 door de Keniaanse regering werd verboden, was hij volgens online publicaties de belangrijkste exporteur van in het wild gevangen kameleons voor de Amerikaanse markt (de Chamaeleon jacksonii).